# Дитячі шлюби

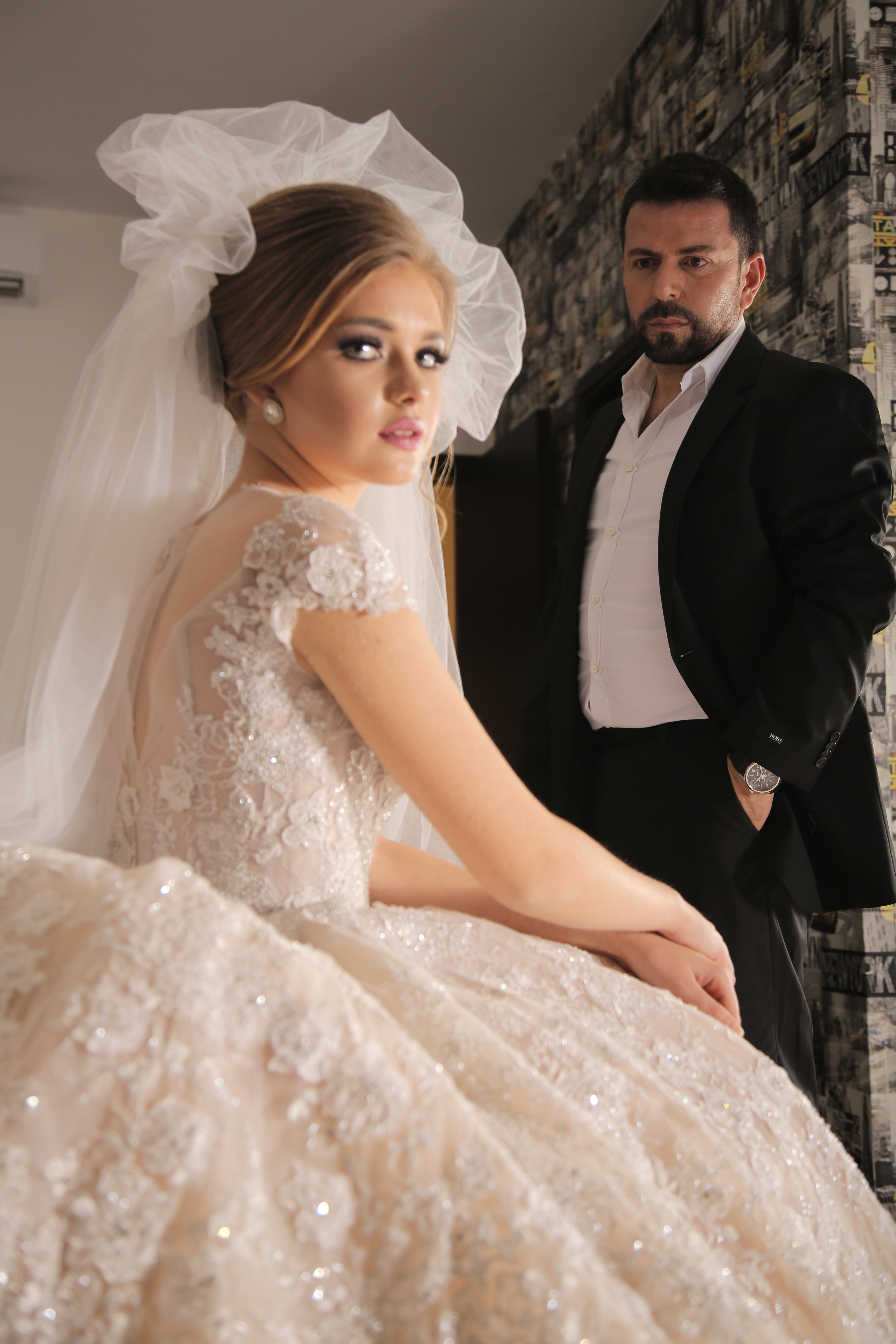

Дитячі (ранні) шлюби — це шлюби чи спільне проживання дорослих із дітьми (людьми до 18 років). Більшість дитячих шлюбів — це шлюб чоловіка з дівчин(к)ою: у Малі одружених дівчат до хлопців 72:1, у США 8:1. Шлюб можуть укладати вже з народження, а дівчинку відправляють до чоловіка (що передбачає сексуальне життя) вже у 7 років.

## Поширеність
2010 року підраховано, що 67 мільйонів дівчаток були у шлюбі в 12-річному віці. У країнах, що розвиваються, третина дівчат перебувають у шлюбі до 15 років. Ця практика найпоширеніша в Південній Азії (48 % жінок), Африці (42 %), Латинській Америці та Карибському басейні (29 %). Найбільша поширеність у Західній Африці та на південь від Сахари. Відсоток дівчат, одружених до 18 років, сягає 75 % у таких країнах, як Нігер. 
З липня 2024 року в Сьєрра-Леоне заборонено дитячі шлюби. Порушникам загрожує до 15 років в'язниці або штраф у розмірі близько 4000 доларів США, або обидва. Свідкам цих шлюбів також загрожує тюремний термін або штраф.

## Причини
Існує ряд культурних факторів, які підкріплюють цю жорстоку практику. Сюди входять гендерна нерівність, фінансова залежність жінок, брак доступу до освіти та професій для жінок та дівчат, що практично виключають їх можливість забезпечувати себе, традиції посагу, слабкі соціальні зв'язки та соціальний статус жінок, мізогінні уявлення про запобігання дошлюбному сексу дівчат та жінок, позашлюбним вагітностям, міфи про запобігання ІПСШ. 

## Наслідки
Дитячі шлюби є прямим порушенням прав людини, оскільки вони передбачають зґвалтування (згоду на секс неспроможна дати дитина) та примусові шлюби.
Дитячі вагітності несуть вищі медичні ризики як для вагітної, так і для плоду, ризики багатоплідної вагітності та менший доступ до медичної допомоги. Вагітність є однією з основних причин смерті дівчат віком 15–19 років (материнська смертність). Проти дівчат, які опинилися в шлюбі у ранньому віці, частіше чинять домашнє насильство.
Дитячі шлюби переривають освіту, означають втрату перспектив працевлаштування, а отже, економічного статусу, психічну травму, втрату нормального дитинства, емоційного дозрівання, соціальну ізоляцію, ставлячи дівчаток у стосунки значного дисбалансу сил.

## Боротьба з дитячими шлюбами
Спільний звіт ВООЗ та Міжпарламентського союзу за 2016 рік поєднує ці дві категорії «дитина» та «ранні та примусові шлюби» (CEFM), як і саміт дівчат 2014 року.
Міжнародні зусилля феміністичного руху, ООН та її установ, таких як Управління Верховного комісара з прав людини, ЮНФПА, ЮНІСЕФ та ВООЗ, спрямовані на боротьбу з цією практикою, внаслідок чого у багатьох країнах віковий ценз шлюбу обмежений 18 роками. Як і багато глобальних проблем, що впливають на здоров'я жінок, бідність та гендерна нерівність є корінними причинами, і будь-яка кампанія щодо зміни культурних установок має вирішувати їх.
Дитячі шлюби є предметом міжнародних конвенцій та угод, таких як Конвенція про ліквідацію всіх форм дискримінації щодо жінок (CEDAW, 1979) (стаття 16) та Загальна декларація прав людини та у 2014 р. у Лондоні відбулася конференція на вищому рівні (Саміт дівчат), організована ЮНІСЕФ та Великою Британією для вирішення проблеми дитячих шлюбів разом з каліченням вульви. Згодом, того ж року Генеральна Асамблея ООН ухвалила резолюцію, яка, зокрема, настійно закликає всі держави приймати, застосовувати та підтримувати закони та політику, спрямовані на запобігання та припинення дитячих, ранніх та примусових шлюбів і захист осіб, що перебувають під загрозою, та забезпечити укладення шлюбу лише за інформованою, вільною та повною згодою подружжя (5 вересня 2014 р.)
Серед неурядових організацій, які працюють над припиненням дитячих шлюбів: Дівчата не наречені, Християнська асоціація молодих жінок (YWCA), Міжнародний центр досліджень жінок (ICRW) та Human Rights Watch. 
Попри те, що це явно не внесено в первісні Цілі розвитку тисячоліття, було застосовано значні зусилля, щоби залучити припинення дитячих шлюбів до цілей сталого розвитку, прийнятих у вересні 2015 року, де припинення цієї практики до 2030 року є метою ЦУР 5 Рівність. Ознакою для цього буде відсоток жінок у віці 20–24 років, які вступили в шлюб або перебувають у ньому до 18 років. Зусилля, спрямовані на припинення дитячих шлюбів, передбачають законодавство та забезпечення виконання, а також розширення прав і можливостей жінок та дівчат. Задля підвищення обізнаності відкриття Міжнародного дня дівчат ООН у справах дівчат 2012 року було присвячене припиненню дитячих шлюбів.